# La mia città (Emma)
La mia città è un singolo della cantautrice italiana Emma, pubblicato il 9 maggio 2014 come unico estratto dalla riedizione del terzo album in studio Schiena.
Con questo brano l'artista ha rappresentato l'Italia all'Eurovision Song Contest 2014, tenutosi a Copenaghen.

## Descrizione
Il brano, scritto dalla stessa Emma, è uscito come singolo il giorno prima della finale dell'Eurovision Song Contest 2014, si è aggiudicato 33 punti nella votazione finale, posizionandosi al 21º posto della classifica della competizione musicale.

## Video musicale

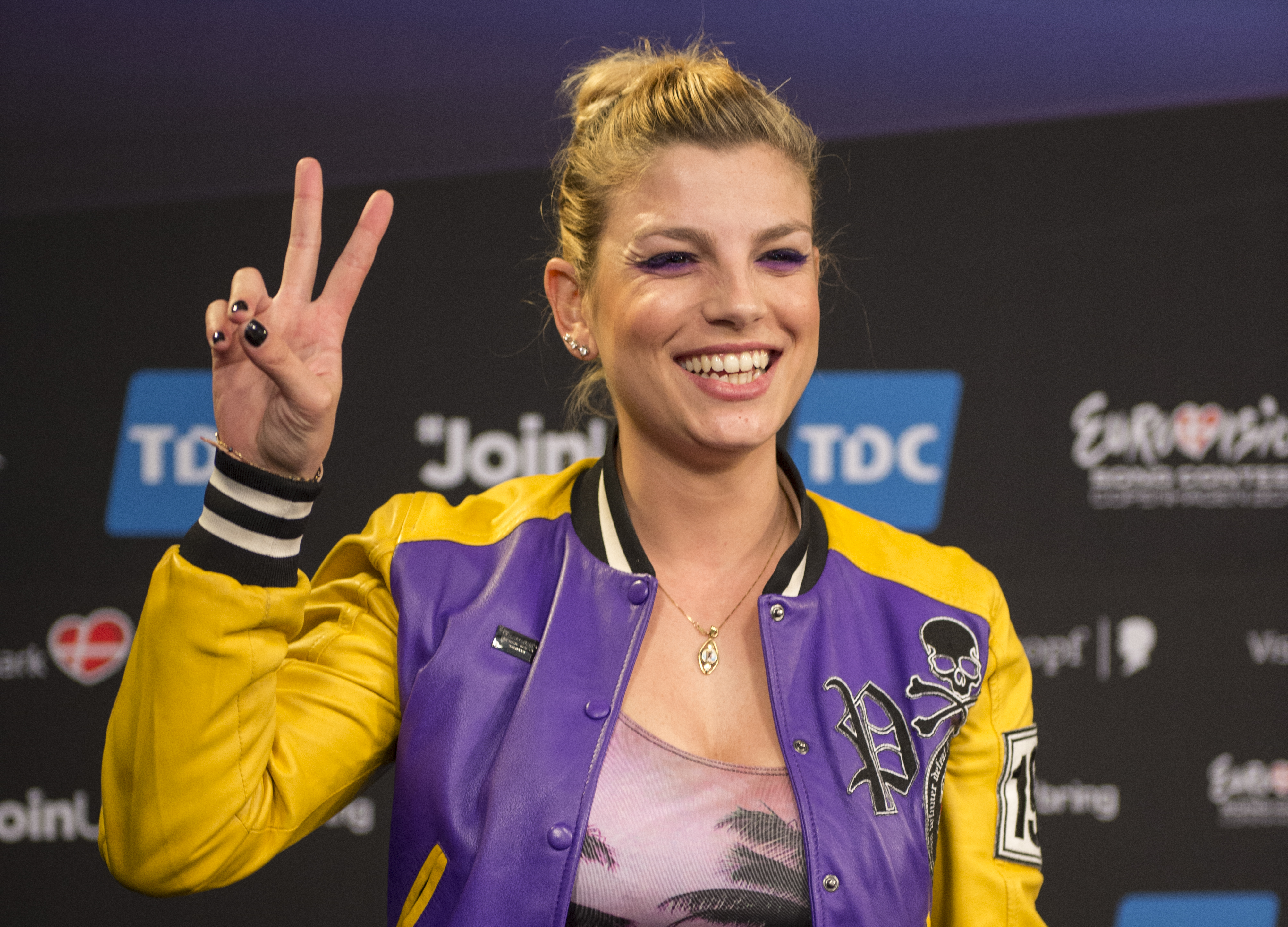
Emma Marrone presenta La mia città alla conferenza stampa "Meet & Greet" all'Eurovision Song Contest 2014.

Esistono due versioni del video, entrambe curate dalla regia di Leandro Manuel Emede e Nicolò Cerioni. Il primo della durata di 3 minuti e 33 secondi è stato realizzato in forma ridotta in occasione della partecipazione all'Eurovision Song Contest, mentre il secondo della durata di 3:57 rispetta la versione standard della canzone. In entrambi i video si vede Emma aggirarsi all'interno di una stanza bianca indossando diversi costumi con i quali si atteggia in maniera provocatoria, gattona e balla.

## Tracce
Testi e musiche di Emma Marrone.
1. La mia città – 3:31

## Successo commerciale
Il brano in Austria, debutta alla 71ª posizione della Austria Singles Top 75, rimanendo in classifica per una settimana.
In Italia il brano nell'ottobre 2014 viene certificato disco d'oro per le oltre 15 000 copie vendute in digitale.
In occasione del Summer Festival 2014 La mia città ha vinto il Premio di puntata - Canzone dell'estate.

## Classifiche
| Classifica (2014) | Posizione massima |
| ----------------- | ----------------- |
| Austria           | 71                |
| Italia            | 24                |